# Château de La Murette
Le château de La Murette (ou Maison forte Vachon, Château des Champs) est une ancienne maison forte du XVIe siècle, remanié au XVIe siècle et au XVIIe siècle qui se dresse sur une hauteur dans le bourg central la commune de La Murette, dans le département français de l'Isère en région Auvergne-Rhône-Alpes.
Les éléments protégés sont les façades et les toitures du château, la bibliothèque avec ses peintures murales et sa cheminée de pierre au premier étage, la salle avec sa cheminée et son plafond au rez-de-chaussée de l'aile ouest, à la suite de l'inscription au MH par arrêté du 25 mars 1982.

## Situation et accès
Le château est situé à la sortie du bourg de La Murette à environ 700 mètres à l'est de celui-ci. L'édifice est légèrement en élévation en extrémité de la rue de la montée de l'enclos du château.
L'édifice, propriété privée, est fermé au public, mais il reste accessible au niveau de sa grille d'entrée par une petite route ouverte aux véhicules motorisés et aux piétons. Il est également visible depuis certains sentiers qui dominent le village et depuis la RD520 (route de La Sure).
La gare ferroviaire française la plus proche est la gare de Voiron, située à moins de cinq kilomètres du château et de son domaine.

## Histoire

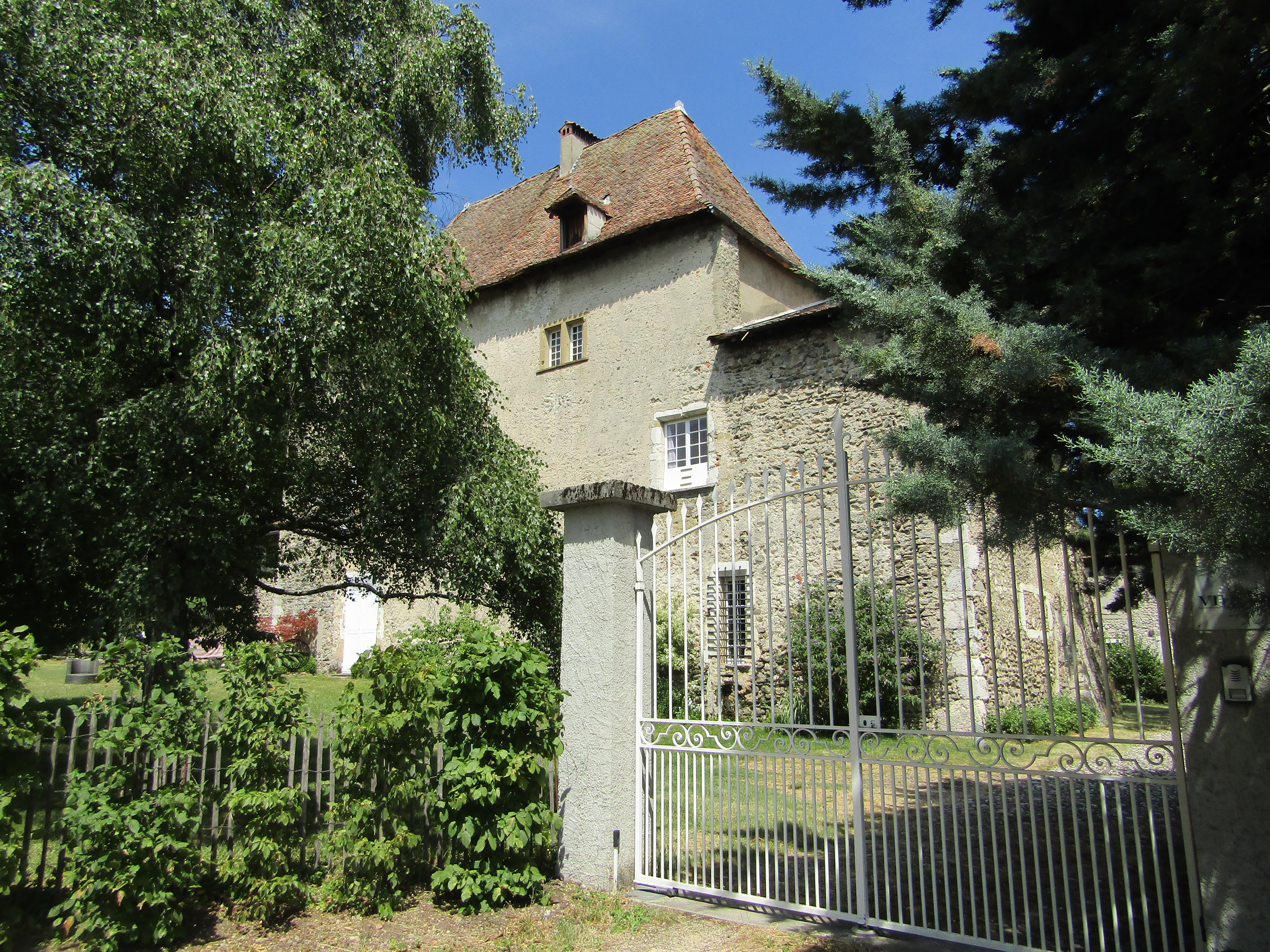
Entrée du domaine

Un registre ecclésiastique, datant de 1375, mentionne pour la première fois le Prieuré et paroisse de Saint Martin de Mureta. Aymar de Gumin fut son prieur en 1475, puis Jean de Gumin en 1540. En 1579, Pierre de Gumin est le seigneur de La Murette et le premier propriétaire de la maison forte. 
Cette famille fut propriétaire de l'édifice jusqu’en 1615, année durant laquelle, celui-ci fut vendu à Pierre de Fillon, conseiller au Parlement de Grenoble. En 1661, François de Vachon qui était déjà seigneur de l’Hostel de La Murette et conseiller au Parlement de Grenoble en devint, à son tour, propriétaire. La famille de Vachon restera propriétaire de la maison jusqu’à la Révolution française. C’est durant cette période que la famille de Vachon pratique à des embellissements avec l'installation de fenêtres plus larges, en habillant les pièces de boiseries avec des moulures style Louis XIV et en installant des cheminées dans la chambre du Seigneur et le salon de compagnie.
Louis François de Vachon ayant émigré, le château sera vendu comme bien national en 1794[réf. souhaitée].

## Description
L'édifice se compose de deux ailes disposées en équerre, conséquence d'une évolution architecturale ayant entraîné la disparition d'un quart du bâtiment d'origine. Une cour centrale réduite par l'installation d'une salle flanquée d'une tour comprenant un escalier à vis. Des peintures murales anciennes (inscrites à l'inventaire des MH) sont encore visibles dans certaines pièces du château .
Le secteur du château bénéficie d'une mesure de protection en raison de son statut de monument historique.